# Fatty's Flirtation
Fatty’s Flirtation és un curtmetratge mut de la Keystone dirigida per George Nichols i protagonitzat per Roscoe Arbuckle, Minta Durfee i Mabel Normand. Es va estrenar el 18 de desembre de 1913.

## Argument
Fatty flirteja amb totes les noies que troba, fins i tot amb la dona del seu amic que li dona una bofetada i crida la policia que el persegueix.

## Repartiment
- Roscoe Arbuckle (Fatty)
- Mabel Normand (Mabel)
- Minta Durfee (Minta)
- Ford Sterling as Cop (policia, no surt als crèdits)
- Hank Mann as Cop (policia, no surt als crèdits)
- William Hauber